# Politécnico de Turim

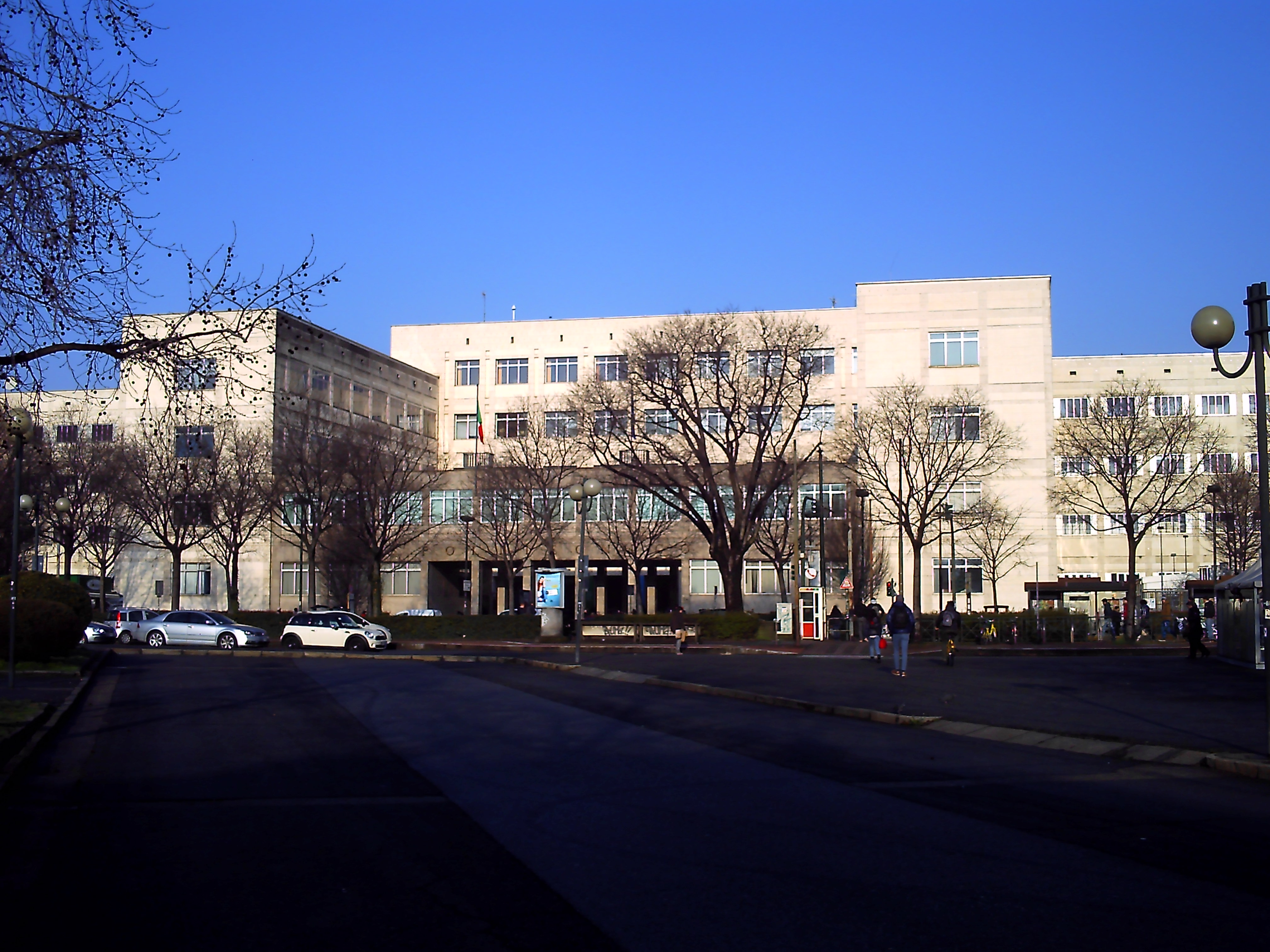
O Politécnico de Turim

O Politécnico de Turim é considerado uma das melhores e mais respeitadas universidades da Itália, com cursos de Bacharelado, Mestrado e Doutorado nas áreas de Engenharia, Arquitetura e Desenho Industrial.